# Francesc Vidal i Jevellí
Francesc Vidal i Jevellí (Barcelona, 1 de gener de 1848 - Barcelona, 11 d'octubre de 1914) va ser un dels ebenistes, tan moblista com decorador, més destacats de la ciutat de Barcelona a finals del vuit-cents pel fet de ser un dels primers professionals a potenciar l'artesania en el si del naixent esteticisme i modernisme català, format a l'École des Beaux-Arts de Paris.
Materialitzà les reflexions teòriques propagades per la Renaixença, pel que fa a la recuperació dels vells oficis i a la integració de l'art a la indústria i a la decoració. Als tallers de Vidal, des de finals dels anys setanta, treballaren conjuntament artesans procedents dels més diversos oficis de les arts industrials i decoratives, per poder donar als mobles tots els complements necessaris.
Així, el seu obrador, situat des de 1883 en un edifici de Josep Vilaseca al carrer Diputació 326, a més de la secció d'ebenisteria, comptava amb les de metal·listeria, foneria, vidrieria, plànols i projectes, comandades per especialistes com Lluís Masriera i Rosés, Antoni Rigalt, Gaspar Homar o Joan González i Pellicer. D'aquesta manera, s'avançà a les Arts and Crafts, i és possible considerar-lo com l'antecedent del taller del Castell dels Tres Dragons, ja que es dona el fet que molts dels integrants d'aquest grup anteriorment havien treballat amb Vidal. Francesc Vidal va ser un dels principals difusors de l'Esteticisme, conjuntament Apel·les Mestres i Josep Vilaseca. Va treballar com a moblista, decorador i interiorista per les principals famílies del país, com els López i els Güell, per a les institucions públiques i per a la casa reial. Destaquen els mobles dissenyats per Gaudí per al Palau Güell i per a l'estàtua del monument a Colom.
Exercí influència en la societat del seu temps, i practicà el mecenatge amb joves de talent, com Pau Casals, Isaac Albéniz, C.G.Vidiella. Simó Gómez, li va realitzar potser el millor dels retrats en la pintura catalana del seu temps, quadre que actualment es pot veure al MNAC.

## Biografia
Francesc Vidal i Jevellí va néixer al carrer Obradors de Barcelona, fill de l'ebenista Lluís Vidal i Bearnés i d'Andrea Jevellí i Palau, naturals ambdós de Barcelona. L'avi matern era natural de Cadis. Al registre civil del naixement el cognom de la família materna apareix com a Chevalí, en comptes de Jevellí. El seu registre de naixement fou el primer de Barcelona de l'any 1848.
Francesc Vidal es casà amb Mercè Puig i Busco, una dona música, refinada i culta, de classe alta, que parlava l'alemany, el francès, el castellà i el català, filla del compositor i músic Bernat C. Puig i de Susana Busco Grün, pertanyent a una família d'origen alsacià.
El matrimoni va tenir dotze fills: deu noies i dos nois que van néixer en menys de 18 anys. La filla gran Lluïsa, ajudava la seva mare en l'educació dels altres fills més petits. El pare creia en l'educació de les seves filles malgrat el costum de l'època i presumia dels seus talents. Totes aprengueren idiomes, història, literatura i música. El 1882, associat amb Masriera creà les indústries F. Vidal i Cia. La vida social de la família es convertí en un reflex de la pròspera vida professional del pare.
Lluïsa Andrea Francisca Vidal i Puig (1876-1918), com que demostrà des de molt petita les seves aptituds per al dibuix i el seu interès per l'art i la decoració, rebé classes del xilògraf Enric Gómez Polo, de Joan González i d'Arcadi Mas i Fontdevila. No es casà mai i, quan el pare entrà en crisi i abandonà la llar familiar el 1906, ella es feu càrrec de la família retratant, fent classes de dibuix i de pintura i col·laborant en la il·lustració de moltes revistes de l'època.
El seu fill Frederic Vidal i Puig (1882-1950) va anar a Londres a formar-se en la casa Cloisonné Glass Company. Des de 1899, i durant uns quatre anys, Frederic va dotar el taller del seu pare de peces decorades amb vidre cloisonné, obres preuades per la laboriositat d'aquesta inusual tècnica. Amb el nou segle, el gran prestigi aconseguit entorn de l'Exposició Universal de 1888, va cedir pas a noves generacions de moblistes i decoradors, de la talla de Gaspar Homar o Santiago Marco, deixebles ambdós de la Casa Vidal.

## Evolució artística

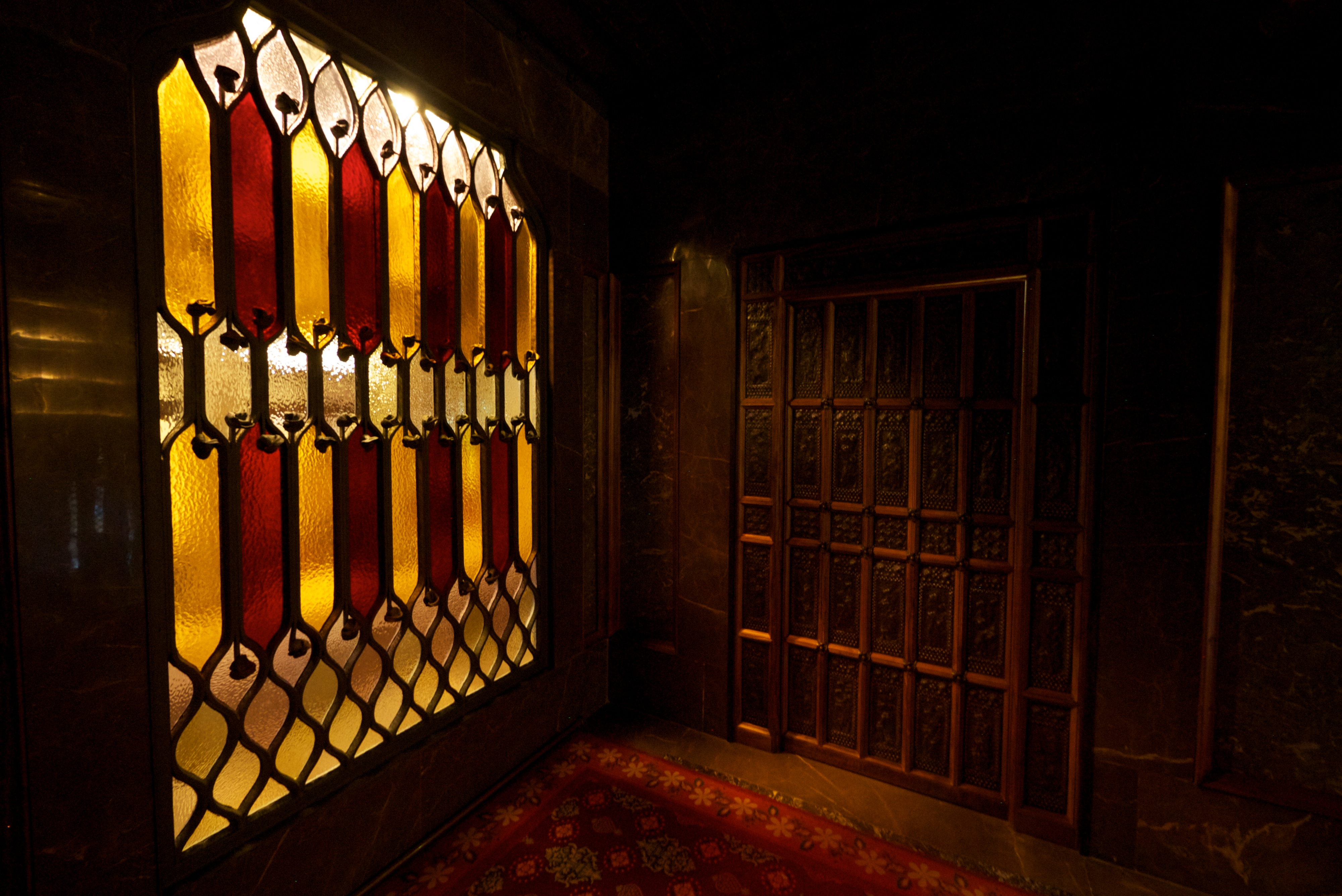
Vitralls dissenyats per Francesc Vidal i Jevellí per al Palau Güell d'Antoni Gaudí a Barcelona, Catalunya. 1888.

Per entendre la personalitat i les capacitats de renovació de Francesc Vidal, un dels fets clau fou la seva estada a l'Exposició Universal de París de 1867, mostra on el seu pare presentá estoigs per a joies i necessers. A més de poder observar el naixement del japonisme a París, va poder quedar-se un temps estudiant a l'Escole des Arts Décoratifs amb l'exoficial de cavalleria Louvrier de Lajolais. Des d'aleshores els seus viatges per Europa, Anglaterra, Àustria i Alemanya, fets sent ben jove, li van permetre prendre nota i adquirir un gran coneixement de les pràctiques artístiques que s'estaven impulsant a les grans capitals. En arribar a Barcelona, la seva voluntat va ser la de modernitzar i europeïtzar una ciutat que es mantenia excessivament tradicionalista introduint novetats com era l'aplicació de l'estil japonès a la decoració d'interiors i al camp de les arts decoratives. No era aquesta una proposta arriscada perquè, si bé veia l'èxit que estava tenint a Europa, podia intuir que Barcelona no rebria també amb bons ulls en una època en què el gust per l'art oriental i la moda japonesa ja estava plenament difós.
Era als ebenistes i tapissers a qui s'encomanava la decoració de les dependències de la burgesia catalana, de manera que l'únic que calia era que algun d'ells s'animés a importar i oferir sense por l'estil japonès a Barcelona des de l'Exposició Universal de París de 1878. Francesc Vidal ho va fer el mes de maig de 1879 amb l'obertura d'una botiga dedicada a la decoració d'interiors al passatge del Crèdit. Es tractava d'un nou model d'establiment que fins aleshores no s'havia vist a la ciutat; una botiga dedicada a «la exposición, venta y construcción de objetos artísticos, un establecimiento semejante a los que existen en París, Roma, Londres».

### La Botiga
La botiga de Vidal s'anunciava com a fabricant de mobles de luxe i complements artistics, decoratius i d'utilitat, amb «especialidad en el decorado de habitaciones». Des d'un primer moment, doncs, amb la venda de productes japonesos, va proposar la creació d'ambients de gust oriental si bé aquesta opció es feu especialment evident a inicis dels anys vuitanta. Segons deien el diaris, aquest nou establiment «viene a satisfacer una necesidad que sentía Barcelona hacia algún tiempo por consecuencia del desarrollo creciente que ha tenido entre nosotros la afición a los muebles artísticos», tota l'oferta del local estava orientada a moblar i decorar de manera artística els interiors de les cases amb mobles luxosos, riques teles, objectes de tota classe, etcétera. Des del dia de la inauguració s'oferien peces nipones i xineses. Les primeres obres de les quals tenim constància documental que imitaven l'estil japonès a la botiga de Vidal són uns gerros exposats a l'aparador d'inicis del 1881.
Francesc Vidal tenia l'establiment comercial al Passatge del Crèdit, 3, i el taller al Passatge de la Pau, 2. Gràcies a oferir una producció innovadora impregnada de l'esperit de les Arts & Crafts i les teories d'Adrien de Longpérier, fruit de l'experiència dels seus viatges a l'estranger, ràpidament la seva botiga va ser un dels punts neuràlgics per a aquells que volien disposar de les millors i més modernes decoracions d'interiors.
Com era obvi, responent a la demanda que rebia, va dedicar una atenció als estils historicistes, ja fos de gust abarrocat o neogòtic, i molt especialment un eclecticisme amb un component orientalitzant molt de moda entre la classe benestant.
La seva clientela abraçava des de la petita burgesia catalana fins a la monarquia espanyola. Entre els seus encàrrecs hi havia el moblatge de la glorieta dissenyada per Gaudí a Comillas per a Antoni López, la col·laboració també al Palau Güell, els despatxos de l'alcalde Rius i Taulet, dependències del Cercle del Liceu o bé encàrrecs reials com la decoració dels dormitoris reials de Madrid o el bressol per al futur rei Alfons XIII.
A mesura que els encàrrecs li començaren a venir d'arreu de la Península i d'Amèrica, el negoci va necessitar nous espais. L'any 1882 va traslladar el seu domicili a la planta noble del número 149 del passeig de Gràcia i, associant-se amb Federic Masriera Manovens, va crear les Industrias F. Vidal y Compañía, i va obrir una sucursal a Madrid i una a París. Frederic Masriera, l'administrador aportava el terreny i l'edificació mentre que Vidal, director general, n'aportava el talent.
El trasllat dels tallers fou imminent. Frederic Masriera va encarregar a Josep Vilaseca, el mateix arquitecte que s'ocupava de la construcció del temple-taller dels seus dos germans, un nou edifici que albergués els tallers de les Industrias F. Vidal y Compañía. Els terrenys de què disposava Federic Masriera se situaven a pocs metres del temple-taller Masriera, en una àmplia zona a la cantonada entre Diputació i Bailèn.
Abans que fos inaugurant l'edifici de Vilaseca, en aquests tallers ja s'hi construïen a finals del 1882 mobles d'estil japonès. Ho sabem del cert per la descripció que es feu en un número del mes de gener de 1883 del Diari de Barcelona, «dúna vidriera de colores, de grandes dimensiones y estilo japonés fabricada en los grandes talleres que tiene establecidos en la calle de la Diputación». Era una gran vidiera amb diversos compartiments on es representaven, amb una gran diversitat de colors figures, ocells i flors «perfectamente imitados, así en el dibujo, como en el color, de las que se ven en los tapices y cerámica de la China y del Japón». Per tant, Vidal, que tenia peces autèntiques procedents del Japó, el seu taller, tenia ben a la vora models originals d'on extraure'n motius ornamentals, així com segurament de llibres de disseny i ornamentació anglesos o francesos. En el cas dels mobles, aquesta decoració era feta amb el cisellat de la fusta buidant les formes desitjades per aconseguir, amanera d'esgrafiat, les línies fines i esveltes dels elements vegetals que seguien les traces dels dissenys nipons.
Hem vist pocs casos de mobles d'estil japonès de la Casa Vidal, alguns formen part de col·leccions privades com la Gomis, mentre que altres es poden trobar reproduïts en gravats d'època, com és el cas del mobiliari que el 1883 feu per al despatx i sala de conferències de l'alcalde Rius i Taulet, del qual destacava un paravent d'estil japonès. Tots els mobles, aranyes i làmpades de bronze, cristalls gravats i accessoris es van fer als tallers de Francesc Vidal, mentre que les catifes i teixits d'estil japonès acostumaven a sortir de la fàbrica dels germans Sert i Solà, tal com mostren els models que van presentar a la primera Exposició d'Arts Industrials del 1884.

### Les Industrias F. Vidal y Compañía
L'any 1884 els tallers estaven ja en ple funcionament al nou edifici de Josep Vilaseca que havia estar dissenyat amb totes les novetats de l'època, il·luminació elèctrica, ascensor hidràulic i motor Alexander. Al mateix recinte s'hi varen situar els tallers de tornejar, serralleria i motlluratge, taller d'estoigs, de fabricació de vidrieres de colors i cristalls gravats, de fusteria, ebenisteria, serralleria, cisellat, daurat, pintura, lampisteria, talla i tapisseria, forns per a esmalt i vidre, secció de vernissos i fins i tot una laboratori fotogràfic.
Aquesta integració d'oficis dedicada a la producció industrial d'objectes artístics va resultar ser l'autèntic precedent a la iniciativa ruskiniana del taller del Castell dels Tres Dragons del parc de la Ciutadella (1891-1892)
Així com els obradors de Francesc Vidal estaven situats majoritàriament a la plana baixa d'aquests edifici, el pis principal es va dedicar a les sales oberts al públic on s'exposaven els objectes, mobles i dissenys creats als tallers. Una gran escalinata duia a una galeria que comunicava amb el saló central. Des d'allà es podia accedir a dues sales adjuntes decorades seguint l'estil pompeià i el renaixentista perquè els compradors poguessin jutjar anticipadament l'efecte dels mobles amb l'ambientació adequada i elegir així els objectes més apropiats. Tanmateix, un d'aquests dos salons s'obria a una tercera sala adjunta a una alcova que, seguint la voluntat de promoció de l'art japonès de Vidal, va ser decorada per l'interiorista Llorens a l'estil japonès la primavera de 1884; allà s'exposaven mobles i objectes d'estil oriental.
Si Vidal dedicava una sala a l'estil japonès és perquè sabia que tenia clients que així ho volien; clients de Barcelona i d'arreu, com ara un propietari madrileny per a qui el juny de 1884 ja s'havia fabricat un conjunt de mobles d'estil xinesos (brodats de Manila), per tal que fessin joc amb una col·lecció d'art xinès i japonès.
Vidal va donar una gran importància a l'art japonès, però també és cert que no va descuidar el gust de la clientela que als anys vuitanta era encara més favorable a l'estil imperi, isabelí, Lluís XV i Lluís XVI. Els mobles sortits del seu obrador eren identificables tant pel seu caràcter robust i sever – l'anomenat estil rus-, un estil mecanicista, com pels seus motius ornamentals, dragons d'herència oriental, figures geomètriques, etcètera. Però, tanmateix, de mica en mica, les normes del naturalisme decoratiu que Vidal començava a implantar com a antecedent del modernisme, van anar sent assumibles per altres tallers barcelonins, entre els quals va destacar la Casa Busquets.
Que fos el taller d'Indústries de Francesc Vidal on s'apostés per primera vegada de manera ferma per les decoracions de caràcter japonès és del tot significatiu per entendre la difusió que amb pocs anys va tenir aquesta moda, ja que és innegable que fou aquest moda, ja que és dins del camp del disseny i les arts decoratives durant els inicis del modernisme. Per allà hi van passar alguns dels artistes que anys més tard es van convertir en màxims exponents del modernisme català i, per tant, si afirmem la clara vinculació que s'ha de remarcar entre l'esteticisme, modernisme del nou-cents i l'art japonès, esdevé crucial tenir present la tasca que es va dura terme en el si de les Indústries d'Art de Francesc Vidal. Per allà hi passaren figures com Antoni Rigalt, Santiago Marco o Joan González i alhora, als mateixos tallers, s'hi va gestar la figura de l'ensemblier, el decorador d'interiors d'habitatges.
Posteriorment, el 1892, l'edifici que va dissenyar Josep Vilaseca per a Vidal va ser parcialment convertit en el convent-escola Sagrat Cor per Enric Sagnier.
Entre 1893 i 1894 realitzà treballs d'ebenisteria per a la casa-taller de Santiago Rusiñol a Sitges, el Cau Ferrat.